# T.M. Thomas Isaac
T.M. Thomas Isaac (ur. 26 września 1952) – indyjski polityk i ekonomista.

## Życiorys
Urodził się w Kottapuram. Uzyskał doktorat z ekonomii na Jawaharlal Nehru University w stolicy kraju, Nowym Delhi (1985). W życie polityczne zaangażował się w czasie studiów, związał się z Federacją Studentów Indii (SFI) afiliowaną przy Komunistycznej Partii Indii (Marksistowskiej), kierował jej keralskimi strukturami.
W życiu zawodowym wykładowca akademicki, między innymi w Centre for Development Studies w Thiruvananthapuram. Autor przeszło 50 książek i publikacji naukowych, tak w języku malajalam jak i w języku angielskim. Poruszał w nich choćby tematykę związaną z keralskim modelem rozwojowym i demokratyzacją miejsca pracy. Jego praca Keralam: Mannum Manushyanum otrzymała nagrodę Kerala Sahithya Academy w 1989.
Był członkiem stanowej rady ds. planowania (1996–2001). Po raz pierwszy zasiadł w Zgromadzeniu Ustawodawczym Kerali w 2001, mandat odnawiał kolejno w 2006, 2011 i 2016. Sekretarz KPI (M) w legislatywie (2001–2006). Ceniony przedstawiciel marksowskiej myśli ekonomicznej, był ministrem finansów rodzinnego stanu w rządzie V.S. Achuthanandana (2006–2011). Po zwycięstwie lewicowej koalicji w wyborach stanowych z 2016 objął tę samą funkcję w gabinecie Pinarayi Vijayana.  Nie otrzymał miejsca na partyjnej liście kandydatów w wyborach z 2021.
Długoletni członek władz KPI (M), wchodzi w skład jej stanowego komitetu (od 1991) oraz Komitetu Centralnego (od 2008).
Był głównym architektem kampanii planowania ludowego, zainicjowanej przez rząd E.K. Nayanara w 1996. Przedsięwzięcie to, zasadniczo radykalny eksperyment z zakresu decentralizacji i partycypacji społecznej, uznawane jest za pierwszą tego typu inicjatywę w historii Indii. 
Poślubił Natę Duvvury, małżeństwo ostatecznie zakończyło się rozwodem. Para doczekała się dwóch córek.